# Grodås
Grodås – ośrodek administracyjny w zachodniej Norwegii, w gminie Hornindal, w okręgu Sogn og Fjordane. Wieś położona jest u ujścia rzeki Horndøla, na wschodnim krańcu jeziora Hornindalsvatnet, około 23 km na północ od miejscowości Stryn i około 31 km na wschód od miejscowości Mogrenda.
W 2013 roku we wsi mieszkało 451 osób.
Wieś leży na wschodnim końcu tunelu Kviven, stanowiącego część europejskiej trasy E39. Tunel ma długość 6963 m.
W Grodås znajduje się kościół, który wybudowany został w 1856 roku.

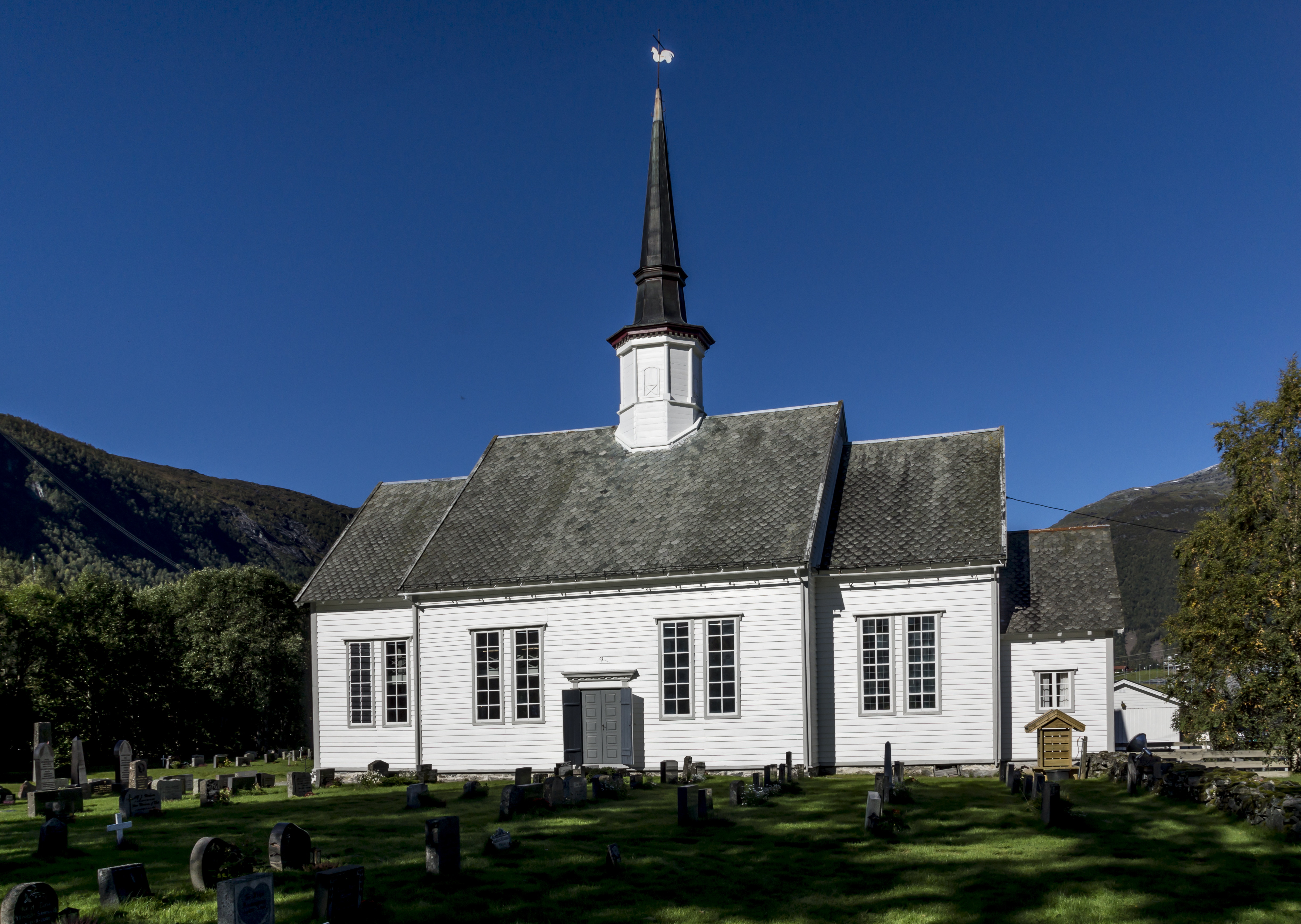
Kościół w Grodås